# Route du poisson (France)
Pour les articles homonymes, voir Route du poisson.

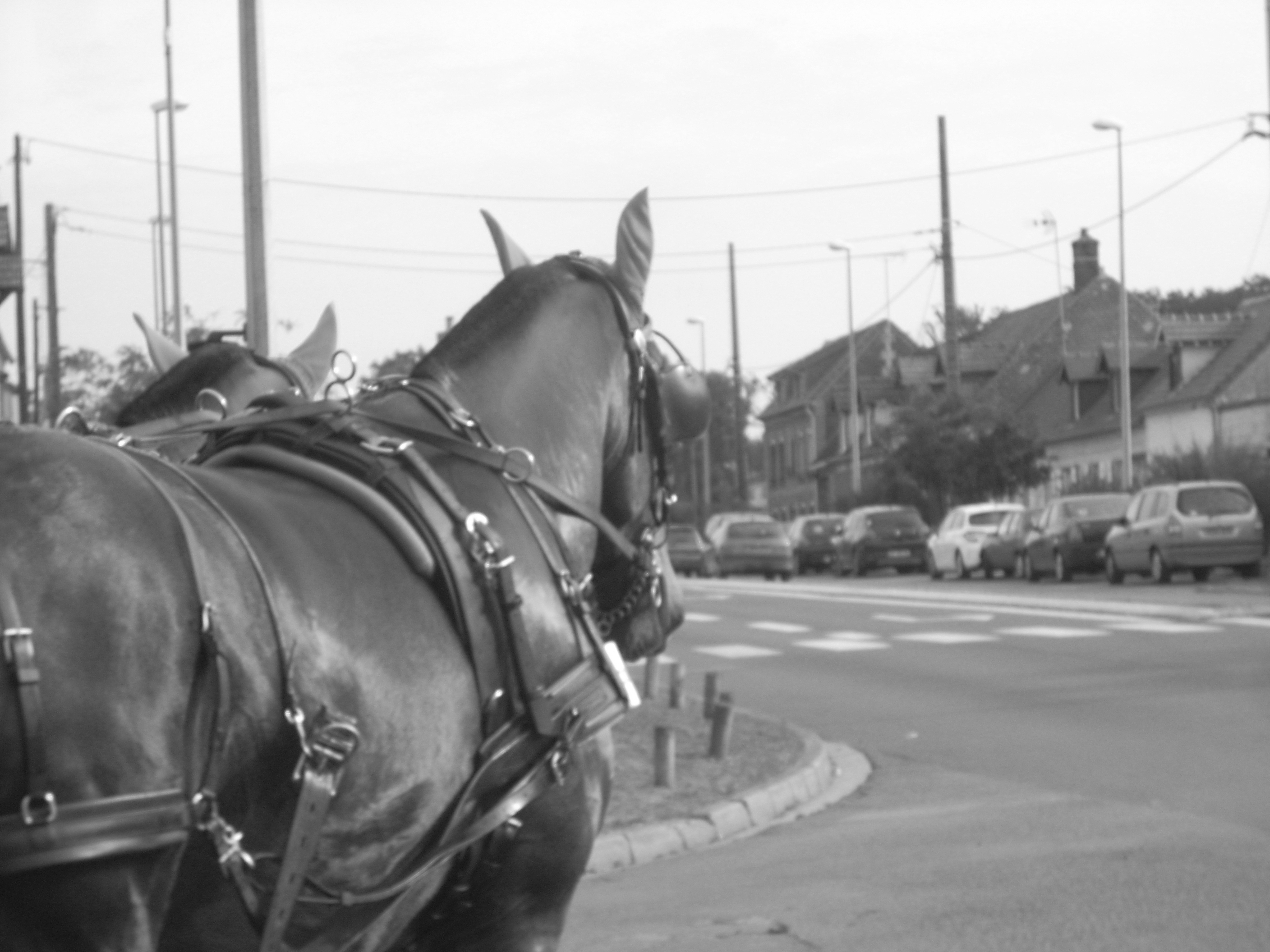
Un équipage de la route du Poisson 2012 à Lacroix-Saint-Ouen, à quelques km de l'arrivée à Compiègne.

La Route du poisson est une manifestation sportive et populaire d'attelage équestre. Créée en 1991 grâce à l'aide du haras de Compiègne, cette course d'endurance de 24 heures est organisée en septembre pour relier Boulogne-sur-Mer à Paris. Elle est ouverte aux chevaux de trait qui, traditionnellement, transportaient ainsi le poisson frais jusqu'aux marchés parisiens avant l'ouverture des voies de chemin de fer. À l'origine biennale, elle est devenue triennale depuis 2005. Plus grande course d'attelage du genre en Europe, elle attire environ 300 000 spectateurs, et se ponctue d'épreuves mettant en valeur la puissance et la maniabilité des chevaux de trait, comme la traction du flobart.
Après dix ans d'absence, 2022 voit le retour de la Route du poisson. 

## Histoire

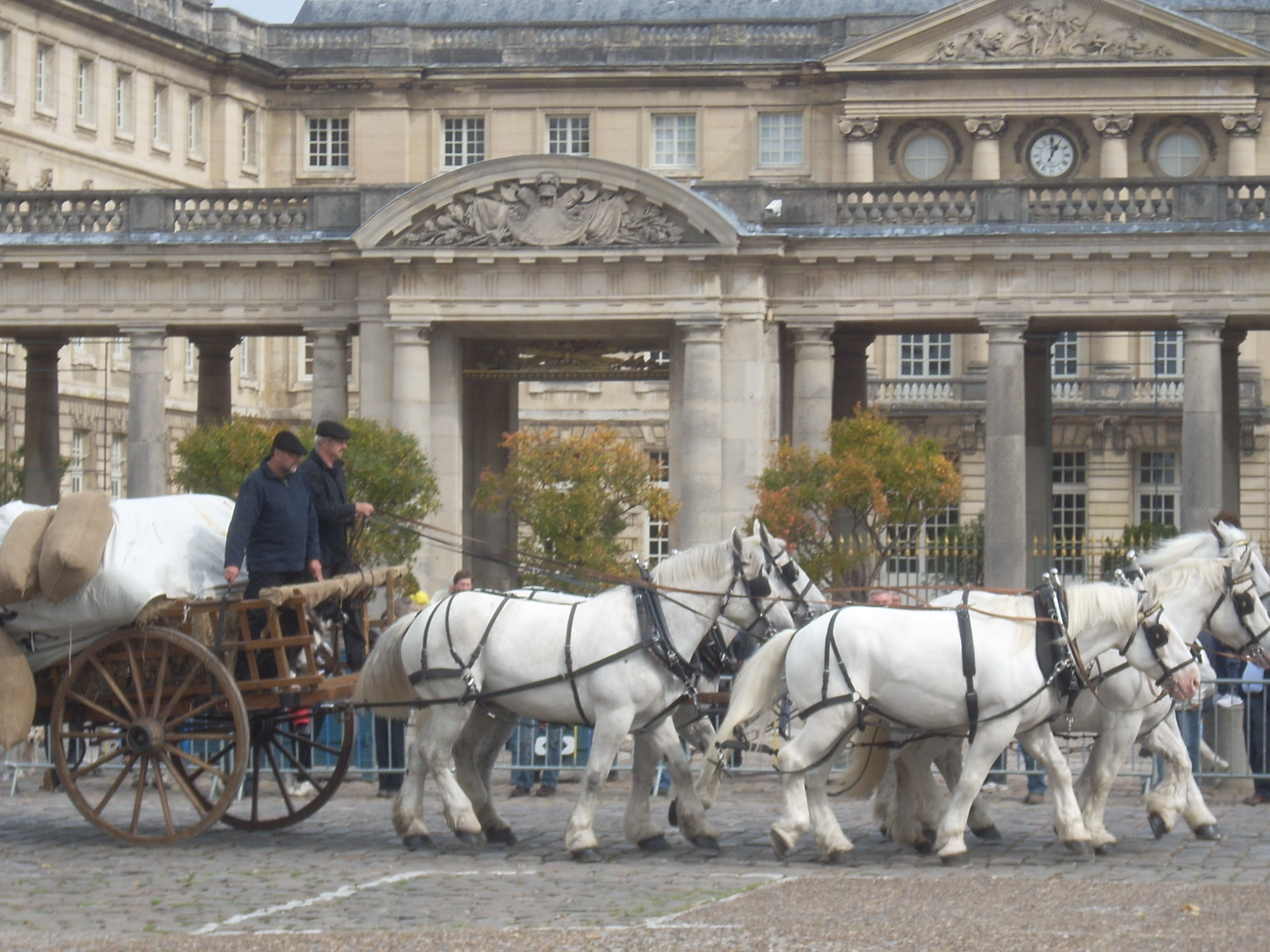
Attelage reconstitué de mareyeurs, à Compiègne en 2012.

La Route du poisson tire son origine d'une fonction historique des chevaux de trait depuis le Moyen Âge, amener le poisson frais des côtes vers les grandes villes. Les ports des mers du nord, comme Boulogne-sur-Mer, fournissaient entre autres Paris. Des chevaux étaient attelés, seuls, en paires, à quatre, voire à cinq, à des voitures à deux roues. Ils étaient menés par les chasse-marées. Ils transportaient en moins de 24 heures du poisson frais dans de grands paniers protégés par des algues. Pour mieux le conserver, le poisson était enveloppé dans la glace, ce qui alourdissait beaucoup la charge à tracter. Un attelage de quatre chevaux pouvait tirer jusqu'à 3,5 tonnes. Le chasse-marée devait relayer ses chevaux tous les 28 km, mais les relais étaient souvent doublés. Les mareyeurs assuraient entre le XVIIe et le XVIIIe siècle, le transport du poisson entre le port de pêche de Boulogne-sur-Mer et les étals des poissonniers sur les marchés de Paris. Il fallait de solides chevaux capables de parcourir rapidement de longues distances sans fatigue. L'activité des chasse-marées a pris fin sur la route de Paris avec l'arrivée du chemin de fer, au milieu du XIXe siècle.
La re-création de cet ancien itinéraire est proposée en 1989 par un groupe d'historiens amateurs passionnés par l'époque des chasse-marée. En 1991, ce projet est accepté par le directeur du haras national de Compiègne, Bruno Pourchet[réf. souhaitée], pour sauver le Boulonnais, un cheval de trait emblématique du Nord-Pas-de-Calais et de la Picardie. La région est également connue pour l'élevage du trait du Nord. 
L'édition de 2012, la dixième, connaît des problèmes de financement. Celle de 2015 pourrait être la dernière.

## Déroulement

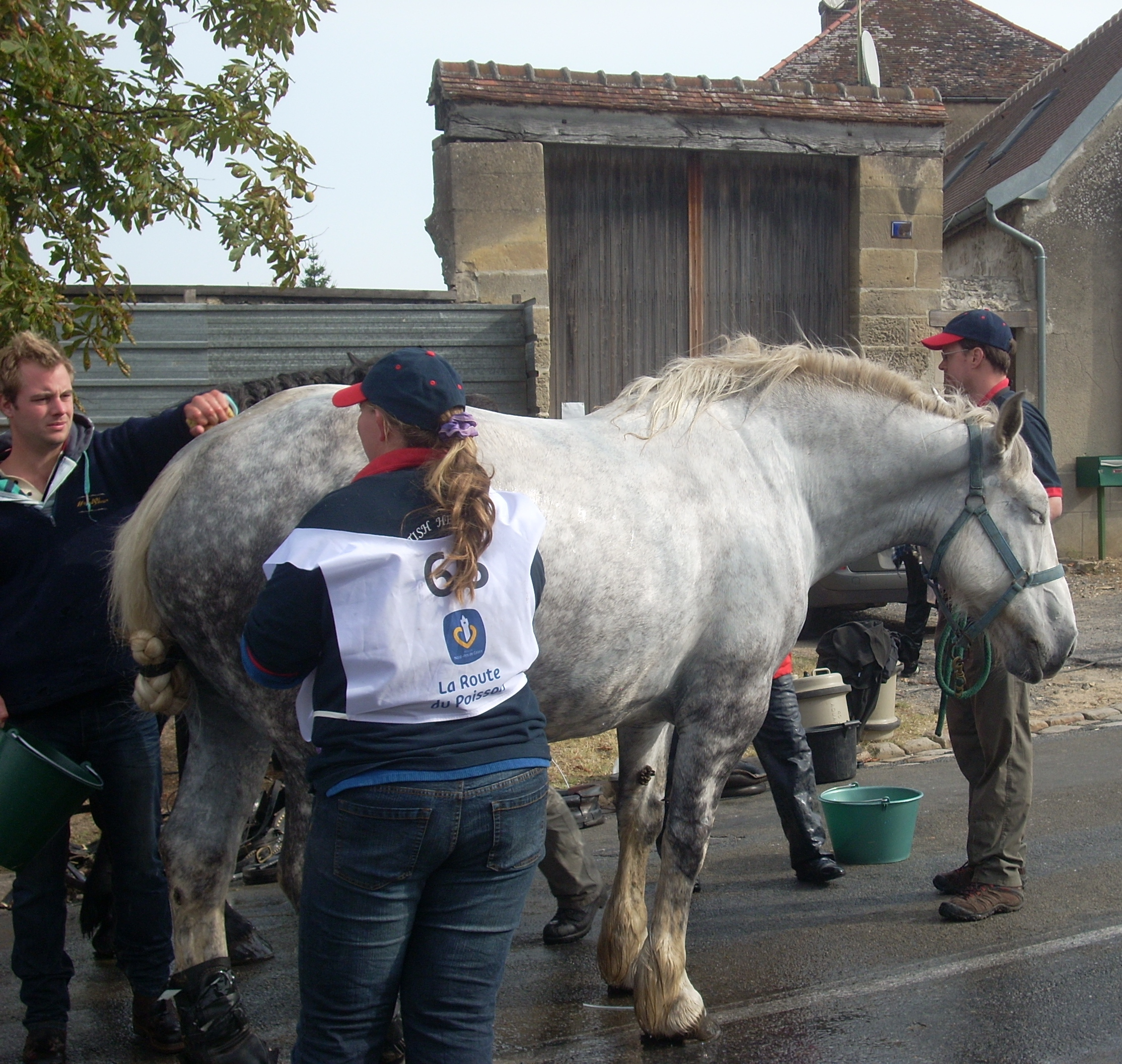
Contrôle vétérinaire à Lacroix-Saint-Ouen, durant la route du Poisson 2012.

La Route du poisson est à la fois un spectacle et une compétition. La course se déroule par étapes de 15 km environ, avec des contrôles vétérinaires. Les épreuves type maniabilité et traction du flobart apportent des points supplémentaires aux équipes. La course est avant tout une épreuve d'endurance, à la traction au trot.

## Éditions
La race Boulonnaise a remporté cette route en 1991, 2001, 2003 et 2005. Dans ses dernières édition, la route du Poisson attire environ 300 000 spectateurs. 

### 1991
La première édition de 1991 rallie Boulogne-sur-Mer à La Courneuve, et rassemble 150 chevaux de trait, pour un parcours de 240 km. Sept équipes participent, les équipes françaises en priorité, mais aussi une équipe suisse et une allemande. Cette première édition se conclut sur un grand défilé costumé jusqu'au quartier des Halles, à Paris, pour une distribution symbolique de poisson aux restaurateurs locaux.
Cette première édition est fortement médiatisée.

### 2008
L'édition 2008 a relié Boulogne-sur-Mer à Chantilly, du 18 au 21 septembre. 

### 2012
L'édition 2012 s'est déroulée du 20 au 23 septembre en reliant le port de Capécure de Boulogne-sur-Mer à la place du palais de Compiègne. Y participent entre autres une équipe du Perche, de Bourgogne, de Suisse, de Bretagne, une équipe britannique, et deux équipes belges. L'épreuve de 2012 comporte un marathon et une maniabilité (à Conty), un défilé à Samer, et une traction de flobart à Boulogne-sur-Mer. La remise des prix a lieu le dimanche 23 après-midi, en même temps qu'un spectacle à Conty,. L'épreuve a été remportée par l'équipe belge des traits de la Famenne.
D'après l'équipe de Compiègne qui pourra, cette manifestation a attiré un public nombreux mais n'a pas passionné les compiégnois, en raison notamment d'une arrivée trop matinale, d'une fermeture au début du dimanche après-midi, et de l'impatience des automobilistes.

### 2015
En raison de problèmes de financement, l'édition 2015 est fortement raccourcie, car elle relie Boulogne à Saint-Valery-sur-Somme, avec des animations à Conty.

### 2022
Retour de la Route du poisson qui se déroule les 18 au 19 septembre. Seize équipages sont engagés, ils traversent une centaine de communes, dont Amiens, et arrivent dans la cour du palais de l'Élysée où le poisson frais est remis au chef cuisinier Fabrice Desvignes,.